# Alfred Eckart (Politiker)

Alfred Eckart

Alfred Eckart (* 12. Juni 1901 in Dölau; † 14. Juni 1940 bei Le Boisson) war ein deutscher Politiker (NSDAP) und SA-Führer.

## Leben und Wirken
Nach dem Besuch eines humanistischen Gymnasiums in Greiz in den Jahren 1906 bis 1916 wurde er von 1916 bis 1918 an einer Höheren Handelslehranstalt in Plauen ausgebildet. Im Frühjahr 1918 meldete er sich im Ersten Weltkrieg als Kriegsfreiwilliger zum Infanterie-Regiment 96. Nach dem Krieg schloss er sich dem Freikorps Eulenburg an, mit dem er sich an den deutsch-polnischen Grenzkämpfen des Jahres 1919 und an der Niederschlagung der kommunistischen Aufstände im Ruhr-Gebiet im Jahr 1920 beteiligte. Anschließend absolvierte er eine kaufmännische Lehre in Düsseldorf, um dann als Reisevertreter für große Firmen der Markenartikelbranche zu arbeiten.
Zum 17. Februar 1926 trat er der NSDAP bei (Mitgliedsnummer 30.462). Seit 1933 fungierte Eckart als hauptamtlicher SA-Führer. Bis zum 14. September 1933 übernahm er die Aufgaben eines Adjutanten der SA-Untergruppe Thüringen Ost, die ab 15. September 1933 im Rahmen der Neustrukturierung der gesamten SA zur SA-Brigade 41 »Thüringen-Ost« umgegliedert wurde. Nachdem Eckart bis zum Jahresende weiterhin die Aufgaben eines Adjutanten dieser Brigade wahrgenommen hatte, war er von Anfang 1934 bis zum Mai 1935, ab 20. April 1934 im Range eines Standartenführers, Stabsführer der Brigade 41. Vom 1. August 1935 bis zum 30. November 1936 wurde Eckart mit der Führung der SA-Brigade 43 »Thüringen-Süd« mit Sitz in Rudolstadt beauftragt. Am 1. Dezember 1936 wurde er dem Stab der SA-Gruppe Westmark zugeteilt, in dem er bis zum 30. September 1937 die Dienststellung des Ausbildungsreferenten innehatte. Am 1. Oktober 1937 wurde Eckart zum Leiter des Führungsamtes der SA-Gruppe Thüringen ernannt und in dieser Dienststellung mit Wirkung vom 9. November 1937 zum SA-Oberführer befördert. Vom 1. August 1938 bis zum 14. Juni 1940 war er (zunächst bis 1. Mai 1939 beauftragter) Führer der SA-Brigade 42 mit Sitz in Erfurt.
Von März 1936 bis zu seinem Tod 1940 saß Eckart als Abgeordneter für den Wahlkreis 12 (Thüringen) im nationalsozialistischen Reichstag. Sein Mandat wurde anschließend bis Kriegsende von Paul Vollrath weitergeführt.
Eckart fiel als Leutnant d. R. im Juni 1940 als Teilnehmer des Zweiten Weltkriegs während des Westfeldzugs bei Kampfhandlungen in Frankreich.